# Маргарет Съливан
Маргарет Брук Съливан (на английски: Margaret Brooke Sullavan) е американска театрална и филмова актриса.

## Биография
Маргарет Брук Съливан е родена на 16 май 1909 година в Норфолк, Вирджиния. Дъщеря е на богат брокер Корнелиус Съливан и съпругата му Гарланд Съливан. Тя има по-малък брат Корнелий и полусестра Луиза Григорий. Първите години от детството ѝ са прекарани изолирано от другите деца. Тя страда от болезнена мускулна слабост в краката, която ѝ пречи да ходи, така че не може да общува с други деца до шестгодишна възраст. След възстановяването си тя се превръща в авантюристично и примамливо дете, което предпочита да играе с децата от по-бедния квартал неодобрявано от родителите и.
Тя посещава интернат в Чатъмския епископален институт (сега Чатъм Хол), където е президент на студентския състав и изнася поздравителната реч през 1927 г. Премества се в Бостън и живее с полусестра си Уеди, докато учи танци в Студио Денишоун в Бостън (против желанието на родителите ѝ), и драма в театър Копли. След като родителите ѝ намаляват издръжката и до минимум, Съливан започва работа като в книжарницата на Харвард корпоратив (Harvard Cooperative (The Coop)), намираща се на Харвард скуеър, Кеймбридж.

### Кариера
Започва кариерата си на сцената през 1929 г. През 1933 г. е забелязана от филмовия режисьор Джон М. Стал и още на същата година дебютира във филма „Само вчера“. Съливан предпочита да играе на театралната сцена и участва само в 16 филма, в четири от които участва и легендарният Джеймс Стюарт. Номинирана е за Оскар за най-добра женска роля за участието си в „Трима другари“ (1938). Оттегля се от киното през 1940-те години, но се завръща през 1950 г., за да заснеме последния си филм „Няма тъжни песни за мен“, в който играе ролята на жена, умираща от рак. През остатъка от кариерата си играе само на театралната сцена.

### Личен живот
Съливан има репутацията на темпераментен и откровен човек. Веднъж Хенри Фонда решил да вземе фойерверки за 4 юли, но Съливан отказа да участва, Фонда се оплаква на колега актьор, тогава Съливан се изправя от мястото си и облива Фонда от главата до краката с кана с ледена вода, след което сдържана и безгрижна, се връща на масата си и се храни сърдечно. Друга нейна изява едва не убива режисьора Сам Ууд, който е запален антикомунист. Той падна покосен от инфаркт малко след яростен спор със Съливан, като отказа да уволни писател по предложен филм заради десните му възгледи.

### Смърт
Съливан страда от влошаващи се проблеми със слуха, депресия и психични разстройства през 1950-те години. Умира след свръхдоза с барбитурати, за която се смята, че е настъпила неочаквано на 1 януари 1960 г.

## Избрана филмография
| Година | Филм                | Оригинално заглавие        | Роля           | Режисьор     |
| ------ | ------------------- | -------------------------- | -------------- | ------------ |
| 1938   | Трима другари       | Three Comrades             | Патрища Холман | Франк Борзаж |
| 1940   | Магазинът зад ъгъла | The Shop Around the Corner | Клара Новак    | Ернст Любич  |